# She-Ra
She-Ra je izmišljeni lik iz franšize Gospodari svemira američke tvrtke Mattel. Stvorena je kao ženski pandan junaka Eternije, He-Mana s ciljem da potakne djevojčice na kupnju akcijskih figura. U tu svrhu proizveden je i emitiran dugometražni film He-Man i She-Ra: Tajna mača u kojem se objašnjava kako princ Adam ima sestru Adoru koja je završila na Eteriji kojom vlada zli čarobnjak-kiborg Hordak. Isprva je bila kapetanica njegove Zle Horde, ali potom je prešla na stranu pobunjenika te stekla čarobni Mač zaštite uz pomoć kojeg se može preobraziti u moćnu ratnicu She-Ra. Također, može preobraziti i svog konja u Swift Winda.
Dobila je 1985. godine svoj vlastiti serijal She-Ra: Princeza moći u kojem se tematizira njena borba protiv zlog Hordaka. Povremeni gosti serijala bili su njen brat He-Man i Skeletor te neki drugi.
Nakon što je doznala za svoje porijeklo, vratila se na Eterniju, gdje je upoznala svoga brata Adama i roditelje, kralja Randora i kraljicu Marlenu, ali se naposljetku vratila na Etheriju, kako bi spasila svoj svijet od tiranje Hordaka i Zle Horde.

## Televizijska adaptacija

### He-Man i She-Ra: Tajna mača (1985.)
Svoje prvo pojavljivanje imala je u američkom dugometražnom animiranom filmu He-Man i She-Ra: Tajna mača, koji je bio uvod u novu seriju zasnovanu na liku princeze Adore, nestale sestre princa Adama i njenom alter egu She-Ra, princezi moći. Nakon što su je oteli kao bebu Hordak i Skeletor, Hordak ju je odveo u drugu dimenziju, na planet Etheriju, gdje je odrastala kao pripadnica Zle Horde. Kada se aktivirao njen Mač zaštite, Čarobnica je poslala princa Adama na Eteriju kako bi predao Mač zaštite pravom vlasniku. Ispostavilo se da je taj vlasnik upravo kapetanica Adora, Adamova sestra. Nakon što je spoznala pravu narav Zle Horde i doznala da je He-Man njen brat, oslobodila ga je iz Hordakova zarobljeništva i oslobodila kraljicu Angellu. Po izvršenju prvog zadatka, Adam i Adora otišli su na Eterniju gdje je Adora upoznala svoje roditelje, kralja Randora i kraljicu Marlenu. Međutim, slijedio ju je Hordak koji je sklopio savez sa svojim nekadašnjim učenikom i štićenikom Skeletorom. Poslije novog povratka na Eteriju, He-Man i She-Ra su zajedno s pobunjenicima oteli Hordaku dvorac Crnog mjeseca, što je predstavljalo prvu značajnu pobjedu u ratu protiv Zle Horde. Princeza Adora je potom odlučila ostati na Eteriji kako bi kao She-Ra mogla pomoći pobunjenicima u oslobođenju planeta od Zle Horde.

### She-Ra: Princeza moći (1985. – 1987.)
Prvotna animirana serija snimljena je u produkciji Filmationa 1985. godine i u priču uvodi kapetanicu Zle Horde, Adoru, koja s vremenom prelazi u pokret otpora i bori se protiv zlog čarobnjaka-kiborga Hordaka. Nakon što je doznala svoj pravi identitet i upoznala brata, princa Adama, saznala je kako uz pomoć čarobnog mača ima moć preobraziti se u neustrašivu ratnicu She-Ra. Serijal je imao dvije sezone s ukupno 93 epizode, a završen je 1987. godine.

### She-Ra i Princeze moći (2018. – 2020.)
Nova adaptacija animiranog serijala snimljena je 2018. godine, a proizveo ju je animator ND Stevenson u produkciji DreamWorks Animation. Serija prati tinejdžericu Adoru koja ima magičnu sposobnost preobraziti se u junakinju She-Ra i zajedno s grupom princeza moći vodi borbu protiv zlog gospodara Hordaka i njegove Zle Horde. Snimljeno je ukupno pet sezona animiranog serijala, a zadnji je dovršen 2020. godine.

## Sposobnosti, oružje i moći
Poslije preobrazbe u She-Ra, Adora dobija nadljudsku snagu kojom može pomicati i bacati ogromne i teške objekte. Posljeduje telepatijske sposobnosti te može komunicirati s životinjama. Njen Mač zaštite može se pretvoriti u plameni mač koji uništava sve oko sebe. Može se pretvoriti i u laso, a ispaljuje i energetske zrake.